# Хилл, Дэн
Дэн Хилл (англ. Dan Hill, Daniel Grafton Hill IV, родился 3 июня 1954, Торонто) — канадский поп-исполнитель, певец, композитор, автор песен и поэт. Известен в первую очередь своими многими мягкими, лиричными и романтичными поп-, соул- и рок-балладами последней четверти XX столетия («Can’t we try», «Sometimes when we touch»), среди которых вокальный саундтрек к нашумевшему фильму 1980-х: «Рэмбо»(«It’s a long road»). Известен как и по своему исполнению своим собственным голосом своих песен(как автор песен, певец, поэт и композитор), а также и по сотрудничеству со многими другими известными артистами 80-х, 90-х и 00-х, такими как, например, Бритни Спирс, Backstreet Boys, Риба Макинтайр, Джордж Бенсон или Селин Дион, за работу над альбомом и песнями, вроде: «Falling into You» — которой, помимо премии «Грэмми», он получил пять наград: «Juno Awards» — вместе со многими другими престижными наградами. Поп-рок и софт-рок работы Хилла наряду с звучащим в его альбомах — соло Дион под влиянием формата adult contemporary отличаются веяниями нового романтизма, экзистенциальной меланхоличностью и пестристой мелодичностью.

## Биография

### Происхождение и ранние годы.
Дэн Хилл родился в Торонто 3 июня 1954.
Он появился на свет в семье социально научного исследователя и публициста Даниель Джи Хилл и социального — активиста Донны Мэй Хилл (урожденной как Бендер(с 1928-по 2018 год)(). Он также был младшим братом т — писателя — Лоуренс Хилл и покойной писательницы — Каррен Хилл. Его музыкальный талант проявился с юных лет и он получил свою первую гитару почти вскоре сразу после своего десятого дня рождения. Начав играть на гитаре и писать песни ещё в подростковом возрасте, Хилл одновременно учился в старших классах школы и пел и выступал на концертах и в кофейнях. В какой-то момент Хилл даже начал работать на правительство провинции Онтарио, сортируя почту и доставляя товары нужным клиентам — днем, а в ночне часы часто выступая в: «The Riverboat». Перед окончанием средней школы он записал демо-кассету при помощи своего друга детства Мэтта Макколи — впоследствии известного композитора и аранжировщика. В 1972 году он подписал контракт с RCA, которая выпустила его первый сингл в следующем году, но, с другой стороны, мало что сделала для продвижения его музыкальной карьеры..

### Годы активности и расцвета творчества
Как один из канадских певцов «новой эпохи» и авторов песен, таких как Брюс Кокберн и Мюррей Маклохлан, вышедших из коффейен и других небольших заведений в 1970-х годах, Хилл занимает видное место среди поколения артистов, которое со временем стало занимать видное место и в канадской популярной музыкальной культуре.
Продолжая записываться при помощи Макколи, он разорвал контракт с RCA и подписал его с GRT Records — с независимым канандским лейблом. А в 1975 он выпустил свой первый альбом «Дэн Хилл», в который вошёл хит «You Make Me Want to Be».
В 1977 Хилл записал балладу: «Sometimes When We Touch», которая стала главным хитом певца, добравшись до 3 строчки «The U.S. Billboard Hot 100» и до 1-й в канадском RPM-чарте синглов. В том же году Дэн Хилл также написал слова песен и музыку (совместно с Барри Манном) для его альбома «Longer Fuse», вышедший также как одноименный сингл в этом году. Успех Хилла привел его к гостевым выступлениям и появлениям на шоу «Шоу Мерва Гриффина» и «Майка Дугласса». Тина Тернер в 1978 году записала кавер песни для своего альбома: «Rough».
Ещё одним хитом певца стала песня: «It’s a Long Road», которую он записал в 1982 для фильма «Рэмбо: Первая кровь».
Хотя в Канаде, многие песни Хилла становились хитами, его следующие синглы демонстрировали не такие хорошие результаты в США, где после: «Let the Song Last Forever» (1978) — почти десятилетие его песни не попадали в чарты.
В 1987, Хилл вернулся в «Billboard Hot 100» в Top 40, на шестую строчку, с песней: «Can’t We Try», которую он записал в дуэте с неизвестной тогда певицей Вондой Шепард. Также успех имел сингл: «Never Thought», почти вошедший в «Top 40».Обе песни достигли 2-го места в Adult Contemporary chart и подготовили почву для того, чтобы у Хилла было еще три возможности для попадания в топ-10 среди американских хитов AC вплоть до песни 1991 года: «I Fall All Over Again», хотя они так и не попадали в «U.S. Billboard Hot 100» снова после «Never Thought». После этого песни Хилла больше туда не входили.
Тем не менее, 1985 году Хилл также появился и вошел среди в супер группу: «Northern Lights» — как один многих канадских поп-исполнителей, появившихся во время выступления и трансляции их благотворительного «общего» сингла: «Tears Are Not Enough».
В 1990-х годов Хилл по прежнему пытался петь в дуэтах, на этот раз с Рикки Франкс, записав с ней несколько песен, но в большей степени сосредоточился на роли продюсера и композитора в музыкальной индустрии, а не на исполнении своих песен своим собственным голосом. С начала 1990-х он также активизировал свое сотрудничество с Селин Дион, спев с ней уже нашумевшую в 1980-х: «Can’t We Try». Затем Хилл сочинил несколько песен для ее нового альбома, это сотрудничество привело к тому, что уже в 1996-м году Хилл получил премию Грэмии за свой вклад в продюсирование и сосоздание альбома Селин Дион: Falling Into You. Это событие привело к тому что к 2021-му году он должен был быть номинирован в канадский зал славы композиторов и авторов песен.. Помимо премии «Грэмми» за работу над песней Селин Дион: «Falling into You», он получил также пять наград Juno Awards и другие престижные награды…
Последний на сегодняшний день альбом Хилла вышел в 2010 году.
Хотя в последние десятилетия он выступал реже, в 2007 году он гастролировал в турне по США по приглашению «радиостанции: „CBC“» — для выступлений в рамках ее программы — «кафе-винил» в 2007-м году.

### Последние годы творчества и соучастие в проектах с лучшими друзьями.
Помимо собственного творчества Дэн Хилл занимал видное место и участвовал в совместном творчестве вместе со своими друзьями.
Хилл был также давним другом писателя Пола Кауворрингтона — на всю жизнь, и они также иногда выступали вместе в качестве дуэта фолк канадской народной музыки, известный как: «Quarrington/Hill». Последняя совместная работа пары, песня о смерти под названием «Are You Ready», была завершена всего за десять дней до смерти Кауворрингтона в начале 2010 года, которая была показана и представленна также в телевизионном докуменутальном фильме «Пол Кауворрингтон: жизнь в музыке».
Хилл также завел тесную дружбу с Мэнни Пакьяо после того, как знаменитый боксер исполнил свою кавер-версию песни Sometimes When We Touch на «Джимми Киммел в прямом эфире» в 2009 году. Позже Хилл помог Пакьяо записать версию этой песни в студии: «Capitol Studios» в Голливуде, в Лос-Анджелесе.
Среди дополнительных постулатов в его биографии в изложении его карьеры, опубликованной в 2021 году, обрасло некоторыми дополнительными подробностями: 

"На протяжении 1990-х годов он сосредоточился на написании текстов для некоторых из самых выдающихся певцов той эпохи, включая Бритни Спирс, Backstreet Boys и Ребу Макинтайр… Он вновь вернулся к своим корням певца и автора песен с синглом 2020 года «What About Black Lives?», который стал частью еще пока не выпущенного на прилавки студийного альбома: «On the Other Side of Here».
Ассоциация «Зал славы канадских композитора» авторов песен (CSHF) — наконец объявила о включении Дэна Хилла в свой состав от 10 февраля 2021 года.

## Альбомы
- 1975 — Dan Hill
- 1976 — Hold On
- 1977 — Longer Fuse
- 1978 — Frozen in the Night
- 1980 — If Dreams Had Wings
- 1981 — Partial Surrender
- 1983 — Love in the Shadows
- 1987 — Dan Hill
- 1989 — Real Love
- 1991 — Dance of Love
- 1994 — Let Me Show You (Greatest Hits and More)
- 1996 — I’m Doing Fine
- 1999 — Love of My Life (The Best of Dan Hill)
- 2010 — Intimate
- 2021 — On The Other Side of Here

## Интересные факты
Путешествие на концерт Хилла послужило сюжетом для канадской комедии 1994: «South of Wawa».

## Личная жизнь
Дэн был дважды женат. Его вторая жена Беверли Чапен-Хилл (Beverly Chapin-Hill), юрист, вместе с ней певец написал песни «Can’t We Try» и «(Can This Be) Real Love». От этого брака у них родился сын Дэвид. В настоящее время он развелся с ней и живет с новой сожительницей. В некоторых источниках также ранее неверно сообщалось, что Хилл якобы в прошлом был также женат на американской кантри певице — Фейт Хилл, сам Хилл опроверг эту информацию, так по тем источникам, она якобы происходила из Нэшвиля от звезды звуозаписи — неродственного роду Хилла — Дэниэла Хилла.
В 2008 году Хилл написал статью «Кошмар каждого родителя» об ужасе, который он испытал, увидев друзей, которых привел домой его сын. Статья была опубликована 14 февраля 2008 года в канадском журнале «Maclean’s». 14 марта 2008 года в трансляции новостей на CBS программы: The National — активно обсуждалось активное участие сына Хилла в бандах Торонто.
В начале 2009 Хилл опубликовал мемуары «Я сын своего отца: „О любви и прощении“…»(ISBN 978-1-55468-190-7), как сказал Хилл: «-о его отношениях с его выдаюшиися отцом»… Как и у его отца у Дэна Хилла был диагностирован сахарный диабет, однажды перед концертом он также был поражен узнав от врача, когда врачи сообщили ему, что у него был диагностирован рак предстательной железы.
Хилл является также старейшим членом благотворительной организации — «Канадской Ассоциации Артистов и Художников по борьбе с расизмом».